# Batjanski malajski jezik
Batjanski malajski jezik (ISO 639-3: btj; bacan, batjan), jezik malajske podskupine koji se govori na otocima Batjan (Bačan; Bacan, Bachan) i Mandioli u Molucima u Indoneziji, zapadno od Halmahere. Govori se u više sela, među kojima i od polovice stanovnika sela Waya i Lele.
2.500 govornika (1991 SIL). Jedan od 15 članova malajskog makrojezika.

## Vanjske poveznice
- Ethnologue (14th)
- Ethnologue (15th)